# シェラーグボルテン

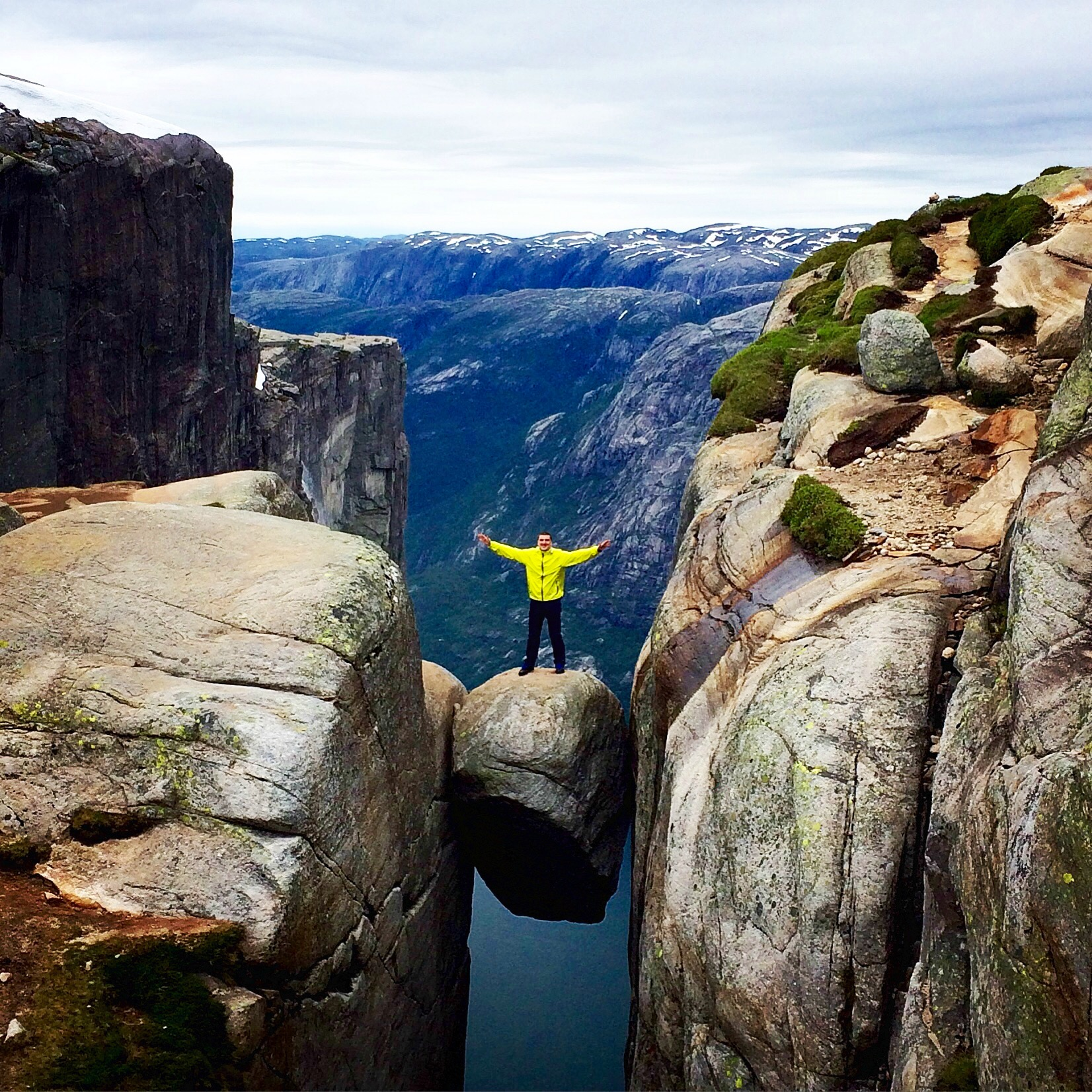
シェラーグボルテンに乗る者

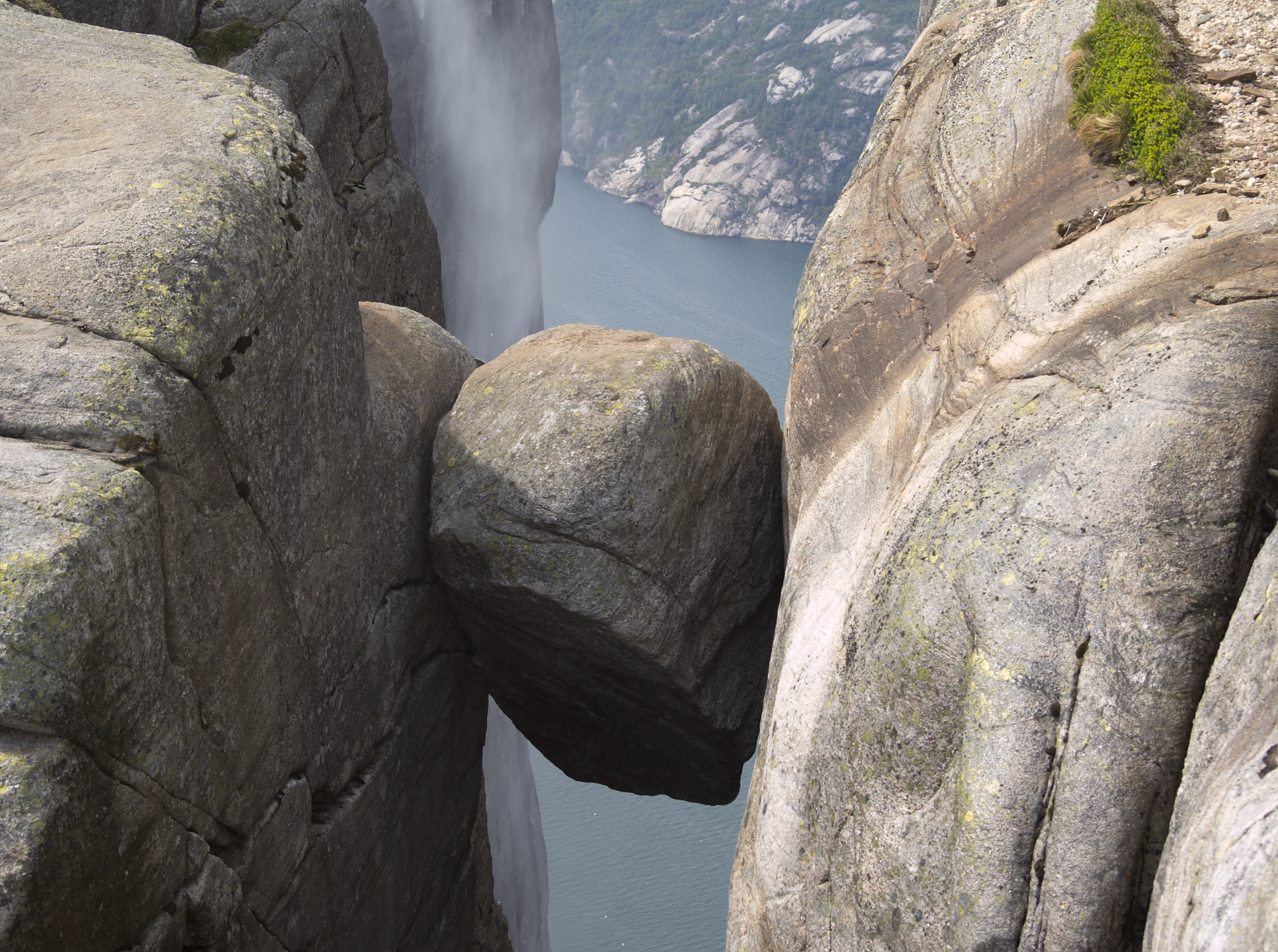
別の角度から

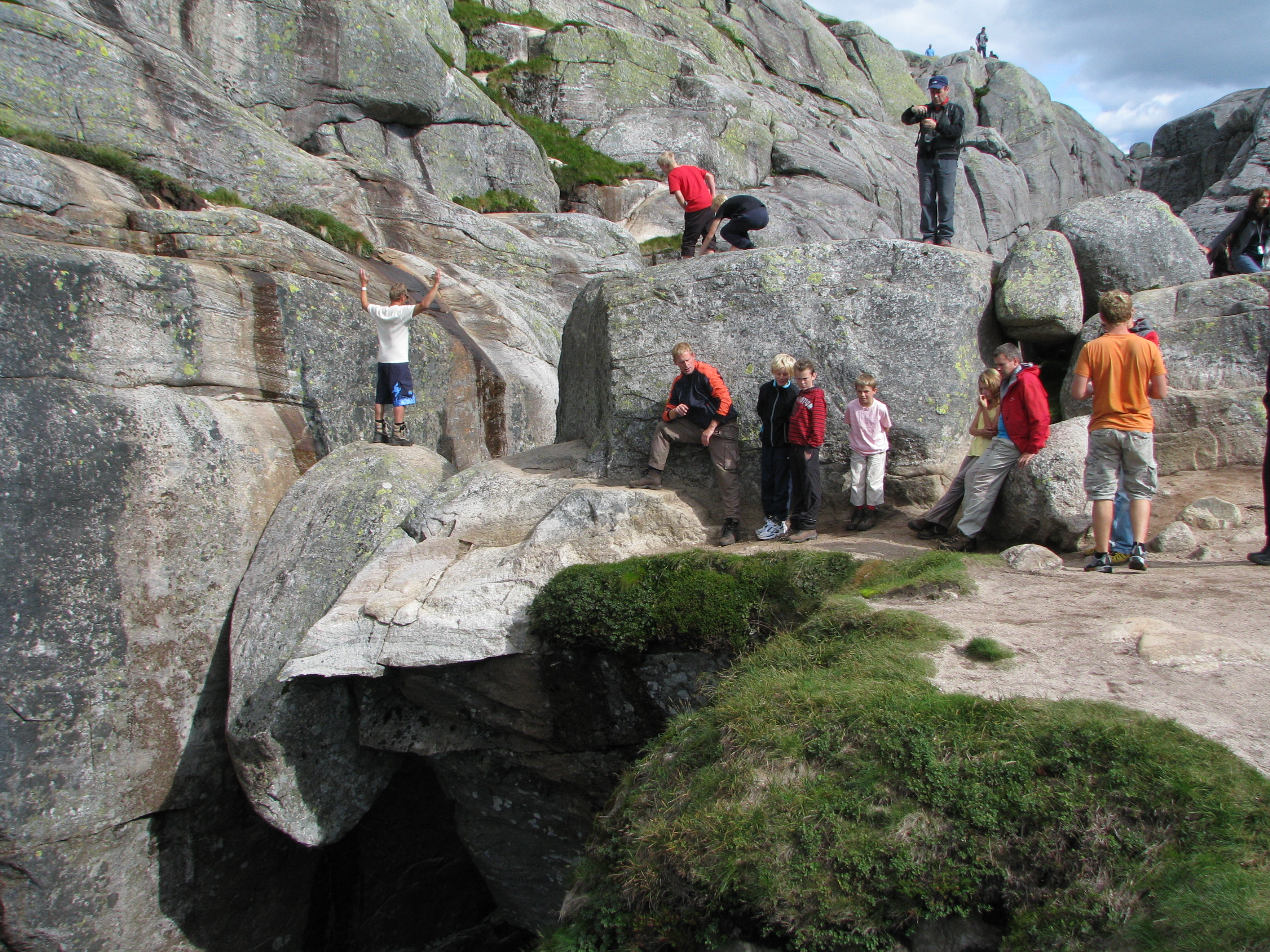
岩の背面と撮影を待つ人々

シェラーグボルテン（ノルウェー語: Kjeragbolten）は、ノルウェーローガラン県のイェラグ山にある大きな玉石。岩の割れ目の中でくさび状に宙に留められた、984メートルの深淵の上に懸架されている5m3の氷河堆積物である。人気の観光地でもあり、特別な登山用具なしに訪れることができる。この場所は、ベースジャンピングの人気サイトともなっている。

## 地質
ローガラン県は、弱い地殻構造上の地帯にあり、川が周囲の砂岩を深く掘り下げフィヨルドを形成する。スカンジナビア半島でよく知られているいくつかの氷河期の間、ノルウェーの地は完全に氷河に覆われ、最大で22回の繰り返す融雪氷水により谷が作り変えられていった。最後の氷河期が終わり温暖化に転じると、海面が上昇しフィヨルドを氾濫させた。紀元前50,000年ごろ、玉石は最後の氷河期にこの場所に収まった。ノルウェーの氷河が溶けだし氷が流されたため、氷の上に浮遊していた岩は地面に接地した。シェラーグボルテンのケースでは、海面上昇よりも早く、流される前に岩が現在の位置に固定された。

## 観光
シェラーグボルテンは、近隣において長らく格好の被写体であった。2006年に投稿されたネット配信動画（Where the Hell is Matt?）において、ネット著名人のマット・ハーディングが不安定な玉石の上で踊ったところ好評を博し、その絶大な人気により撮影を希望する者たちで長蛇の列ができるようになった。待ち時間は、数分から時には1時間にもおよぶ。